# Ariel Otero
Luis Antonio Meneses Báez más conocido por su alias Ariel Otero (Llanos orientales, 1950-Puerto Boyacá, 10 de enero de 1992) fue un paramilitar colombiano, jefe de las Autodefensas Campesinas del Magdalena Medio tras la muerte de Henry Pérez.

## Biografía
Fue miembro del Ejército Nacional de Colombia, alcanzando el grado de teniente, pero se retiró de dicha institución debido a su cercanía con los paramilitares.
Otero hizo parte de la dirección de las Autodefensas Campesinas del Magdalena Medio, apoyadas por la (Asociación Campesina de Ganaderos y Agricultores del Magdalena Medio) junto a Henry Pérez, Pablo Emilio Guarín y Gonzalo Rodríguez Gacha. Tras la muerte de Henry Pérez, de la cual Otero acusó a Pablo Escobar, (quien negó las acusaciones en un comunicado) Otros paramilitares acusaron a Otero de los asesinatos de Henry Pérez, su padre y sus hermanos.
Otero asumió la comandancia del grupo paramilitar de las Autodefensas Campesinas del Magdalena Medio (negociando una aparente desmovilización de dicho grupo en 1991), que años después serían parte de las Autodefensas Unidas de Colombia (AUC). Sin embargo, mantuvo una cercanía con el cartel de Cali (con quienes habría negociado armamento) y guerra con el Cartel de Medellín, que lo acusaron de traidor e incluso respaldó la desmovilización de los grupos guerrilleros, quienes le ofrecieron ser parte de la Alianza Democrática M-19 tras su desmovilización.

## Muerte
Fue asesinado en enero de 1992 en Puerto Boyacá, donde se encontró su cuerpo con un cartel que decía: "Por traidor, ladrón y asesino". Una versión dice que fue asesinado por el Cartel de Cali. Tras su muerte las  Autodefensas Campesinas del Magdalena Medio se separaron: Ramón Isaza se independizó del grupo, Arnubio Triana alias ‘Botalón’ quedó al mando de Puerto Boyacá y Luis Eduardo Cifuentes alias ‘El Águila’ con Cundinamarca. Un grupo paramilitar tomo su nombre.